# Ламбей (острів)
Острів Ламбей (з давньонорвезької мови «острів ягнят», давньоірл. Rechru, ірл. Reachra, англ. Lambay) — невеликий острів недалеко від берега в Ірландському морі. Це найбільший острів біля східного узбережжя Ірландії, а також крайня східна точка країни. Адміністративно належить до графства Дублін. Донині є приватним володінням родини Барінг.

## Географія
Площа — 2,5 км², висота над рівнем моря — 127 м. Круті скелі облямовують північні, східні та південні береги острова, нижчі вони тільки на заході, де є бухта. Геологічно складений магматичними породами, сланцями та вапняками.

## Історія
Острів набув сумної популярності після того, як 1854 року біля його берегів відбулася корабельна аварія лайнера Tayleur.

## Населення
Населення — 6 осіб (2011). На острові є гольф-клуб і замок для сім'ї та гостей.